# Nico Walker
Nicholas Walker (28 de febrero de 1985) es un escritor estadounidense y veterano del Ejército de los Estados Unidos encarcelado por robo a un banco. Su primera novela semiautobiográfica, Cherry, fue publicada por Alfred A. Knopf el 14 de agosto de 2018. 

## Biografía
Walker creció en Atlanta, Las Vegas y Cleveland. Abandonó la universidad y se alistó en el Ejército a la edad de 19 años. Por su servicio en Irak, Walker recibió siete medallas y elogios.   
De 2005 a 2006, Walker sirvió como médico del ejército de EE. UU. en Irak, realizando más de 250 misiones de combate. Después de regresar a la vida civil, sufría Trastorno por estrés postraumático  no diagnosticado, estaba deprimido y traumatizado, y se volvió adicto a la heroína. Para financiar su hábito, robó diez bancos en la zona de Cleveland en un lapso de cuatro meses, a partir de diciembre de 2010. Fue arrestado en abril de 2011, declarado culpable en 2012 y sentenciado a once años de cárcel. En 2013, mientras Walker estaba tras las rejas en la Institución Correccional Federal en Ashland, Kentucky, fue perfilado en BuzzFeed . Esto llevó a una correspondencia con Matthew Johnson, editor de la prensa independiente Tyrant Books . Johnson envió libros de Walker y lo alentó a escribir sobre su vida. Pasó casi cuatro años escribiendo y reescribiendo.
La novela resultante, Cherry, fue publicada por Alfred A. Knopf y trata sobre "los horrores de la guerra y la adicción". En la novela semiautobiográfica, un joven abandona la universidad y se alista en el Ejército. Llega a casa destrozado, se vuelve adicto a los opiáceos y comienza a robar bancos. Según la revista New York , tras su publicación, el libro recibió numerosos elogios. Debutó en el número 14 en la lista de best seller del New York Times . Walker ha dicho que está usando dinero de las ventas del libro para pagar a algunos de los bancos que robó.
A los pocos días de la publicación del libro, los derechos de la película fueron adquiridos por 1 millón de dólares por el estudio AGBO de Joe y Anthony Russo, con los hermanos planeando dirigir y producir, y el guion será escrito por Jessica Goldberg y protagonizada por Tom Holland .
Cherry fue preseleccionado para la Fundación Hemingway / Premio PEN 2019 .
Estaba programado que saliera de prisión en noviembre de 2020.

## Publicaciones
- Walker, Nico (2018). Cherry. New York: Alfred A. Knopf. ISBN 9780525520139.  Walker, Nico (2018). Cherry. New York: Alfred A. Knopf. ISBN 9780525520139.